# مسابقات قهرمانان انجمن تنیس زنان
مسابقات قهرمانان انجمن تنیس زنان (انگلیسی: WTA Tournament of Champions) مسابقات تنیس برای بازیکنانی است که یک یا بیشتر از یکبار در مسابقات بین‌المللی انجمن تنیس زنان در طول سال موفق قهرمانی با عنوان شده‌اند.